# Index Fungorum
Index Fungorum je veřejně přístupná webová databáze – výsledek mezinárodního projektu s cílem indexovat všechny vědecké názvy druhů z říše hub. U názvu druhu je vždy uveden jeho status, zda se jedná o platný název.
Projekt byl zahájen v roce 2015 ve spolupráci s Royal Botanic Gardens, Kew, jedním ze tří členů konsorcia Landcare Research a institutu mikrobiologie čínské akademie věd. 
Jako identifikátor záznamů v databází slouží Life Science Identifier (LSID). Webové služby poskytují SOAP protokol pro vyhledávání ve databázi a stahování záznamů. 
Index Fungorum je jedno z tří úložišť mykologického názvosloví (nomenklatury) uznávaných komisí Nomenclature Committee for Fungi; další jsou MycoBank a Fungal Names. 